# Sociedad Cultural Deportivo Recreativa Anaitasuna
La Sociedad Cultural Deportiva Recreativa Anaitasuna (abreviat com SCDR) és una entitat d'àmbit cultural, esportiu i recreatiu de Pamplona, Navarra. Fundat l'agost de 1946 fruït de la fusió de dos equips de futbol, el Club Deportiu Hèrcules i el Club Academia Mosquera, el seu primer president fou Antonio Mosquera. Dins de les seves seccions esportives hi ha el seu primer equip d'handbol, que participa en la Lliga ASOBAL.

## Club
En l'actualitat compta amb més de 30.000 m2 d'instal·lacions, entre les quals destaca el Pavelló Anaitasuna que durant anys va ser la referència de les instal·lacions esportives cobertes de la ciutat. 

## Secció d'handbol
La secció d'handbol va ser creada el 1956. A la temporada 66/67 va aconseguir l'ascens a la primera divisió que llavors era la màxima categoria. A més, va assolir el títol de Campions de Navarra de lliga i de copa. L'Anaitasuna va seguir militant a la màxima categoria de l'handbol nacional, fins al seu descens la temporada 77-78 i en una segona etapa la temporada 79-80 fins a la 82-83. Després del seu descens van estar dues dècades a l'avantsala de la màxima categoria, fins que es va consumar el descens a la Primera Nacional la temporada 02-03. A la temporada 05-06 arribaria l'ascens a la Divisió d'Honor Plata aconseguint la temporada següent, amb un nou patrocinador (Helvetia seguros), la permanència a la categoria.

### Pavelló
- Nom: Pavelló Anaitasuna, inaugurat el 20 de juny del 1971.
- Ciutat: Pamplona.
- Aforament: 3.000 espectadors.
- Adreça: Doctor López-Sanz nª2.

### Patrocinadors
- Helvetia

## Altres seccions
A més de l'handbol la SCDR Anaitasuna compta amb les següents seccions esportives: Gimnàstica rítmica, Judo, Halterofília, Bàsquet, Natació, Pàdel, Tennis, Esquaix, Futbol Sala, Futbol (Trofeu Boscos), Ciclisme i Submarinisme.

## Peña Anaitasuna
Fundada el 1948, dos anys més tard de la fundació del club. Disposa d'un local al carrer Sant Francisco, a la part vella de Pamplona, centre neuràlgic dels Sanfermines, que va ser inaugurat el 2003. En l'actualitat té 198 socis, 18 dels quals són "txikis" (menors de 18 anys).

### Equipació
Vesteixen amb la indumentària típica de San Fermin; pantaló i camiseta blanques i mocador i faixa vermelles. Com que no porten brusa, l'única manera de diferenciar-los és pel distintiu del seu escut brodat en el mocador i a la camisa.